# Кавасима, Итару
Итару Кавасима (яп. 川嶋 至 Кавасима Итару, 15 февраля 1935 года — 2 июля 2001 года) — японский литературовед, известный серией работ по сопоставлению реальности и вымысла в сочинениях ряда ключевых современных японских авторов.

## Жизнь и творчество
Родился в Саппоро. В 1958 году окончил отделение японской литературы филологического факультета Университета Хоккайдо. После поступил там же в докторантуру, но её не закончил, уйдя из университета в 1964 году. Как литературовед дебютировал в 1967 году, опубликовав в журнале «Гундзо» статью о Ясунари Кавабате. В те же годы начал преподавать в Университете Иватэ. Исследования Кавасимы начинались как своего рода скрупулёзные «полевые исследования», целью которых было установить степень соответствия автобиографического и вымысла сначала в сочинениях Кавабаты, а затем и других авторов.
Пиком и одновременно концом литературоведческой карьеры Кавасимы стала серия статей «Реальность мстит», публиковавшаяся в период с 1974 по 1977 годы в додзинси Дзюна Это «Кикан гэйдзюцу» (季刊藝術). В работах, посвящённых анализу таких заведомо автобиографичных либо исходящих из реальных событий сочинений, как «Луна на востоке» Сётаро Ясуоки, «Древо жизни» и «Бездна» Дзюна Таками, «Записки военнопленного» Сёхэя Ооки, «Молчание» Сюсаку Эндо, «После банкета» Юкио Мисимы, «Западное побережье Кугэнумы» Акиры Абэ и «Подробности происшествия» Ёсими Усуи, Кавасима пытался рассмотреть эти художественные произведения со стороны реальности, на которой те были основаны, с акцентом на том, как её фрагменты, сознательное и подсознательно переиначенные автором, способствовали разрушению цельности произведения (отсюда название «Реальность мстит»). Литературовед Токио Игути видит в этой работе прежде всего этическое начало: авторы пишут, потому что чувствуют свою ответственность за описываемые события, пытаясь вернуться к ним и должным образом перестроить их уже на бумаге.
Фундаментальная критика Кавасимы, опиравшаяся в основном на традиционный анализ текста произведения вместе с текстами, его окружающих, и поставившая принципиальный вопрос о взаимодействии реальности и вымысла в художественном произведении, однако, по-мнению Игути, была негласно перенесена японским литературным истеблишментом в плоскость ширпотребного вуайеризма и поска сенсаций, тем самым оказавшись нейтрализованной, а сам автор был лишён возможности дальнейших публикаций. Издать исследования в виде книге Кавасиме удалось только спустя более, чем десятилетие, после череды отказов (в книге текст о работе Акиры Абэ был заменён на анализ «Насу-наси» Кэна Хирано).
После смерти Кавасимы в 2001 году ни один литературный журнал не опубликовал некролога, за исключением небольшой статьи Токио Игути в малоизвестном додзинси в «Хантикю» (反地球, «Антиземля») критика Коити Кобаяси. Тому же Игути, долгое время работавшему под началом Кавасимы в Токийском технологическом институте (лишь по протекции Дзюна Это тот получил ставку преподавателя там), принадлежит попытка воскрешения замысла его работы и её полномасштабное развитие, что и сделано им в книге «Кризис и борьба» на примере анализов работ Кэндзабуро Оэ и Кэндзи Накагами.

## Сочинения
- Мир Ясунари Кавабаты (川端康成の世界, 1969)
- Измена Венеры (美神の反逆, 1972)
- Ложь и правда литературы. Реальность мстит (文学の虚実 事実は復讐する, 1987)